# Su alteza la niña
Su alteza la niña es una película española dirigida por Mariano Ozores estrenada el 16 de octubre de 1962. Está protagonizada por Estrellita, Antonio Ozores y Elisa Montés.

## Sipnosis
Un bufón llamado Josechu (José Luis Ozores) nos describe la situación de un pequeño principado centroeuropeo llamado Bratislavia situado al lado de otro pequeño país, el Archiducado de Pomerania. En el Principado, el Principe Feodor III se casa secretamente con la actriz española Carmen Arias (Elisa Montés), con la que tiene una hija también secreta (Estrellita). Feodor III muere y Bratislavia que ha sido durante 14 siglos una Monarquía es convertida por los bolcheviques en una República Popular. Por un lado aparecen los partidarios de la monarquía: el Conde Antonino (Antonio Ozores), un aristócrata de Bratislavia con complejo de vampiro y la Gran Duquesa de Bratislavia Eudoxia (Ana María Custodio), la madre de Feodor III y abuela de la niña. Por otro, los republicanos: Raspuntín (José Orjas) y sus camaradas (Goyo Lebrero y Luis Sánchez Polack). El Archiduque de Pomerania (Alberto Dalbés) se enamora de Carmen...

## Reparto
| Actor/Actriz                    | Personaje               |
| ------------------------------- | ----------------------- |
| Estrellita                      | La niña                 |
| Antonio Ozores                  | Conde Antonino          |
| Elisa Montés                    | Carmen Arias            |
| Oscar E. Tagliabue, Tranquilino |                         |
| Goyo Lebrero                    | Camarada                |
| Luis Sánchez Polack             | Camarada                |
| Santiago Rivero                 | Consejero               |
| Félix Dafauce                   | Consejero               |
| Ana María Custodio              | Eudoxia                 |
| Alberto Dalbés                  | Archiduque de Pomerania |
| José Orjas                      | Raspuntín               |
| José Luis Ozores                | Josechu                 |
| Miguel Armario                  |                         |
| Víctor Ángel Losada             |                         |
| Celinda Martín                  |                         |
| María del Carmen Ruiz           |                         |
| Paloma Bermúdez de Castro       |                         |
| Guillermo Palomar               |                         |
| Emilia Rubio                    |                         |
| Yolanda Bengoa                  |                         |
| Concepción Núñez                |                         |
| Pilar Rogar                     |                         |

## Canciones que se interpretan en la película
- Su alteza la Niña, de los Hermanos Garcia Segura.
- Twist del circo, de los Hermanos Garcia Segura
- Polka del circo, de los Hermanos Garcia Segura
- La Luna, el circo y tú, de Don Azpiazu (Arreglos musicales de Gerardo García Segura)
- La jota de la bruja, de Ruperto Chapí (Arreglos musicales de Gerardo García Segura)
- Todo el amor del mundo, de Augusto Algueró (Arreglos musicales de Gerardo García Segura)
- El día que yo gobierne o Tango de Wamba, de Federico Chueca (adaptación de Alfredo García Segura y arreglos musicales de Gerardo García Segura)
- Madre, yo quiero un payaso, de Walter Donaldson (adaptación de Alfredo García Segura y arreglos de Gerardo García Segura)
- Española, de Luis Araque con arreglos de Gerardo García Segura
- Me gusta Madrid, de Antonio Areta y arreglos musicales de Gerardo García Segura.